# 47e bataillon de chasseurs alpins
Le 47e bataillon de chasseurs alpins (47e BCA) est une unité militaire dissoute de l'infanterie alpine française (chasseurs alpins) qui participa notamment aux deux conflits mondiaux.

## Création et différentes dénominations
- 1914 : création du 47e bataillon alpin de chasseurs à pied (47e BACP),
- 1916 : devient le 47e bataillon de chasseurs alpins (47e BCA),
- 1919 : dissolution du bataillon,
- 1939 : nouvelle création du 47e BCA,
- 1940 : dissolution du bataillon le 1er juillet,
- 1979 : nouvelle création du 47e BCA,
- 1979 : redevient le 47e bataillon de chasseurs alpins (47e BCA - réserve),
- 1985 : dissolution du bataillon.

## Historique des garnisons, campagnes et batailles

### Première Guerre mondiale
Mobilisé à Draguignan, c'est le bataillon de réserve du 7e BCA (son numéro d'ordre est obtenu en ajoutant 40 au numéro de son bataillon d'origine).

#### Rattachements successifs
À la mobilisation, il est rattaché à la 130e brigade d'infanterie de la 65e division d'infanterie, puis à la 47e division d'infanterie. En août 1915 il est affecté à la 66e division d'infanterie et enfin, de mars 1916 jusqu'à la fin du conflit, à la 46e division d'infanterie.

#### 1914
- Somme
- Bataille de la Marne
- Aisne

#### 1915
- Aisne
- Vosges

#### 1916
- Somme
- Alsace

#### 1917
- Chemin des Dames
- Italie

#### 1918
- Italie
- Belgique
- Champagne

### Entre-deux-guerres
Le bataillon fait partie des troupes d'occupation en Allemagne avant d'être dissous en 1919.

### Seconde Guerre mondiale
Début septembre 1939: Mobilisation du 47e BCA, à Conflans près d’Albertville

1939: Maurienne (Argentine, Saint-Avre, Saint-Rémy), Alsace (Ingviller, La Lauter, Seinbach) / la SES reste en Maurienne

1940: Jura (Sellières), Aisne (canal de l’Ailette, Pinon, canal de l’Oise), repli sur la Marne, décimé à Maizières-la-Grande-Paroisse (Aube). Les rescapés atteignent la Creuse.

Dissolution le 01.07.1940.

### De 1945 à nos jours
1979 : Recréation du 47e BCA à Bourg-Saint-Maurice.

Dissolution le 01.07.1985.

## Traditions

### Drapeau
Comme tous les autres bataillons et groupes de chasseurs, le 47e BCA ne dispose pas d'un drapeau propre. (Voir le drapeau des chasseurs).
Son fanion est décoré de la Croix de guerre 1914-1918 avec 2 palmes.

### Décorations
Le 47e BCA reçoit la fourragère aux couleurs du ruban de la Croix de Guerre le 25 décembre 1918.

### Chant
En 1914, il adopte le refrain du 7e BACP

Bataillon, Bataillon, Bataillon de fer!

Bataillon, Bataillon, Bataillon d’acier!

## Sources et bibliographie
- Bataillon de chasseurs durant la grande guerre.
- Le 47e bataillon de chasseurs alpins pendant la grande guerre 1914-1918, Draguignan, Impr. Olivier-Joulian, 1920, 25 p., lire en ligne sur Gallica.